# Alberto Brembilla
Alberto Brembilla (Carate Brianza, 24 agosto 1973) è un ex cestista italiano.

## Palmarès

### Nazionale
- Europei Under-20:

 Slovenia 1994